# Bombardeo del autobús Nis Express en Lužane
El ataque al autobús Nis Express en Lužane tuvo lugar el 1 de mayo de 1999 a las 13:50 horas (CET) durante la Operación Fuerza Aliada, una operación de la OTAN contra la República Federal de Yugoslavia (FRY). El autobús «Nis Express», que realizaba la ruta regular entre Pristina y Niš, cruzaba en ese momento el puente en la localidad rural de Lužane, a unos 20 km al norte de Pristina, fue alcanzado por, al menos, un misil lanzado por un avión de la OTAN. El proyectil partió el autobús por la mitad, lo que provocó que una parte cayera al río y la otra quedó en el puente, que resultó dañado pero no destruido. La parte del autobús que quedó en el puente seguía ardiendo más de una hora después del ataque. El ataque mató a 46 personas de etnia serbia y albanesa, incluidos 14 niños. Solo cuatro pasajeros sobrevivieron al ataque. La mayoría de las víctimas resultaron completamente quemadas más allá del reconocimiento y «horriblemente» destrozadas por la explosión.
En un segundo ataque, que siguió 50 minutos después, aviones de la OTAN bombardearon el cercano puente de Jug Bogdan, a unas dos millas de distancia. La metralla de esta explosión alcanzó a una ambulancia que acudía a ayudar a las víctimas e hirió a un técnico médico civil en la frente, lo cual impidió que otras ambulancias llegaran a la zona del ataque.
El 2 de mayo, la OTAN reconoció su responsabilidad en el ataque al autobús, pero afirmó que este fue «atacado accidentalmente» y que el objetivo era el puente al que la OTAN calificó como «una ruta de suministro clave de norte a sur para el ejército yugoslavo y la policía especial que opera entre Pristina y Podujevo en Kosovo». Nuevamente los funcionarios de la alianza calificaron las víctimas civiles como «daños colaterales» y el puente como un «objetivo militar legítimo», e incluso añadieron que el verdadero culpable era el presidente yugoslavo Slobodan Milosevic. Según las declaraciones de un funcionario de la alianza el puente era un objetivo secundario y fue atacado después de que el piloto no pudiera bombardear su objetivo principal.
Amnistía Internacional cree que la OTAN no siempre cumplió con su obligación legal en la selección de objetivos de ataque, uno de los cuales incluye el bombardeo de este puente en Lužane, donde las fuerzas de la OTAN no suspendieron el ataque después de que fuera evidente que habían atacado civiles.